# ريالتي فايترز
ريالتي فايترز (بالإنجليزية: Reality Fighters)‏ ، هي لعبة فيديو إلكترونية من إنتاج شركة نوفاراما الإسبانية التابعة لشركة سوني كمبيوتر إنترتنمنت سنة 2012م.

## مصدر
1. ↑  "Reality fighters - PlayStation.com". مؤرشف من الأصل في 2014-03-25.

## وصلات خارجية
- Reality Fighters Japanese trailer
- Official website